# ロナルド・ゴリアテ
ジョゼ・ロナルド・ゴリアテ（Ronald Golias、1929年5月4日 – 2005年9月27日）は、 ブラジルの俳優 およびコメディアン。